# Układ wejścia-wyjścia
Układ wejścia-wyjścia (ang. input-output circuit, I/O circuit) – układ komunikacyjny, który pośredniczy w wymianie informacji pomiędzy systemem mikroprocesorowym a urządzeniami zewnętrznymi (urządzeniami peryferyjnymi) lub ewentualnie człowiekiem. Wejściami nazywane są sygnały lub dane odbierane przez system, natomiast wyjściami sygnały lub dane z niego wysyłane.
Powody istnienia układów wejścia-wyjścia:
- różnice w szybkości działania współpracujących urządzeń,
- różnice w parametrach elektrycznych współpracujących układów,
- konieczność podawania informacji w określonym formacie wraz z pewnymi sygnałami sterującymi.

Dla układu wejścia-wyjścia mapowanego w przestrzeń adresową procesora (ang. mapped I/O) wybierany jest obiekt, na którym wykonywana będzie operacja (komórka pamięci lub rejestr układu wejścia-wyjścia) za pomocą określonych sygnałów lub danych.